# О’Лири, Джин
Джи́н О’Ли́ри (англ. Jean O'Leary; 4 марта 1948, Кингстон, штат Нью-Йорк, США — 4 июня 2005, Сан-Клементе, штат Калифорния, США) — бывшая послушница религиозного института Римско-католической церкви и ЛГБТ-активистка, участница освободительного движения геев и лесбиянок. Основательница организации Лесбийское феминистское освобождение, ставшей одной из первых групп лесбийских феминисток в женском движении в США. Соучредитель и один из руководителей Национальной рабочей группы по проблемам геев и лесбиянок. Одна из основательниц Национального дня каминг-аута. Описала личный опыт правозащитной деятельности в антологии 1985 года «Лесбийские монахини. Нарушенное молчание».

## Биография
Родилась 4 марта 1948 года в Кингстоне, в штате Нью-Йорк. Детство О’Лири прошло в городе Кливленд, в штате Огайо. В 1966 году, окончив школу, поступила послушницей в Конгрегацию сестёр Смирения Марии в Вилла-Марии, в штате Пенсильвания. В 1971 году, окончив Кливлендский государственный университет по специальности психолог, она покинула монастырь, не завершив периода послушничества.
В 1971 году переехала в Нью-Йорк, где защитила докторскую степень по организационному развитию в университете Иешива. К этому времени О’Лири уже совершила каминг-аут и стала участвовать в зарождающемся движении за права гомосексуальных людей, присоединившись к отделению Альянса гей-активистов в Бруклине, а затем лоббируя политиков штата Нью-Йорк. В 1972 году, чувствуя, что в этом движении слишком много мужчин, она покинула его и основала Лесбийское феминистское освобождение, одну из первых групп лесбийских активисток в женском движении. В 1974 году она присоединилась к Национальной рабочей группе по проблемам геев и лесбиянок и, вместе с Брюсом Вёллером, стала одним из исполнительных директоров группы. Таким образом в руководстве организации был соблюдён принцип гендерного равенства.
В 1977 году организовала первую встречу активистов за права гомосексуалов в Белом доме по договоренности с сотрудником Белого дома Мидж Костанза. О’Лири была первой открытой лесбиянкой, назначенной в президентскую комиссию. Она была включена в Национальную комиссию по проведению Международного года женщин президентом Джимми Картером и вела переговоры о включении прав геев и лесбиянок в обсуждение на конференции, посвященной Международному году женщин в городе Хьюстон, в штате Техас. О’Лири входила в число трёх открытых гомосексуалов на съезде Демократической партии США в 1976 году. В течение двенадцати лет она также работала в Национальном комитете Демократической партии и восемь лет входила в состав партийного исполнительного комитета.
В начале 1980-х годов её деятельность сосредоточилась на учреждении института национальных защитников прав гомосексуальных людей, которые в то время были одной из крупнейших национальных групп по защите прав геев и лесбиянок. Одной из первых отреагировала на последствия эпидемии ВИЧ / СПИДа для юридических и гражданских свобод, использовав агрессивные судебные разбирательства для обеспечения доступа больных СПИДом к лечению. В 1988 году, вместе с Робом Эйхбергом, стала соучредителем Национального дня камин-аута.
В речи 1973 года, произнесенной во время празднования Дня освобождения Кристофер-стрит, О’Лири зачитала заявление от имени ста женщин, в котором, в частности, было сказано: «Мы поддерживаем право каждого человека одеваться так, как он или она этого хочет. Но мы выступаем против эксплуатации женщин мужчинами ради развлечения или наживы». Во время её выступления транс-женщины Сильвия Ривера и Ли Брюстер запрыгнули на сцену и крикнули: «Вы можете ходить в бары потому, что дрэг-квины сделали это для вас возможным, и эти суки теперь говорят нам перестать быть самими собой!»
В начале 1970-х годов О’Лири и другие гражданские активисты, боровшиеся за права гомосексуальных людей, редко включали права транссексуалов и трансвеститов в свои законодательные проекты, в основном из-за убеждения, что это затруднит принятие основного закона. Позднее О’Лири выразила сожаление по поводу своей позиции против дрэг-квинов в 1973 году: «Оглядываясь назад, я нахожу это таким смущающим, потому что с тех пор мои взгляды сильно изменились. Сейчас я бы никогда не поставила себя выше трансвестита». «Это было ужасно. Как я могла требовать исключения трансвеститов и в то же время критиковать феминисток, которые в те дни делали все возможное, чтобы исключить лесбиянок?» В последнем случае О’Лири имела в виду «Лавандовую угрозу», описанные феминисткой второй волны Бетти Фридан попытки членов Национальной организации женщин дистанцироваться от восприятия организации, как убежища для лесбиянок. В рамках этого процесса Рита Мэй Браун и другие лесбиянки, которые действовали в Национальной организации женщин, были исключены из её рядов. В 1970 году они устроили акцию протеста на Втором конгрессе за объединение женщин и заручились поддержкой многих членов организации и, наконец, получили полное признание в 1971 году.
Джин О’Лири состояла в многолетних партнёрских отношениях с Лизой Фелпс, вместе с которой растила и воспитывала её детей: дочь Викторию и сына Дэвида де Марию. Она умерла от рака лёгких 4 июня 2005 года в городке Сан-Клементе, в штате Калифорния. Её гражданская деятельность помогла женскому движению дать однозначную оценку гомофобии, а движению за права гомосексуальных людей понять, что маргинализация голосов лесбиянок только уменьшит его влияние. О ней говорится в 4-й и 5-й сериях второго сезона подкаста «История геев». В телевизионном мини-сериале «Мисс Америка» на канале FX, показанном в апреле 2020 года, Джин О’Лири сыграла канадская актриса Анна Дуглас.